# استهداف الفولات
استهداف الفولات هي طريقة تستخدم في التكنولوجيا الحيوية لأغراض ايصال الدواء. إن عملية حصان طروادة هذه التي أنشأت من قبل الدكتورين كريستوفر ب.لبمون وفيليب س.لو، يستند على العلاقة الطبيعية بين فيتامين، حمض الفوليك، بجزيء / دواء لتكوين «متقارن حمض الفوليك». استنادًا إلى التقارب الطبيعي العالي لحمض الفوليك لبروتين مستقبل الفولات، والذي يعبر عنه عادة على سطح العديد من السرطانات البشرية.وتؤدي إلى الاستنزاف الخلوي عن طريق الالتقام الخلوي. وقد تم بنجاح توصيل جزيئات متنوعة مثل عوامل التصوير الإشعاعية الصغيرة إلى تركيبات بلازميد الحمض النووي الكبيرة داخل الخلايا والأنسجة الموجبة لمادة FR.

## خلفية
حمض الفوليك أسيد أو فيتامين B9 هو عنصر غذائي حيوي تتطلبه جميع الخلايا الحية لاجل التمثيل الحيوي للنيوكليوتيدات وللحفاظ على التمثيل الغذائي المناسب 1-كربون. وبغض النظرعن الدور الذي تلعبه كعامل مساعد في الانزيمات داخل الخلايا، فإنه أيضا يظهر ارتباطا عاليا بمستقبلات الفولات. وهو عبارة عن بروتين مرتبط بالجليكوزيل فوسفاتيدينوسيتول والذي يتلقى روابطه من خارج الخلية وينقلها للداخل عبر مسار غير مدمر لاعادة تدوير الغدد الصماء. وهو أيضا مضاد للورم معترف به.و لهذا السبب يتم تطوير طرق تشخيص وعلاج مرض السرطان.
ويعتبر نستقبل الفلوتات أيضا هدفا علاجيا ناشئا لتشخيص وعلاج السرطان والامراض الالتهابية المزمنة.يتم تنظيم متقبلات الفلوتات بشكل انتقائي على بعض من الخلايا الخبيثة والضامنة المنشطة. إن الضغط على هذه الانواع من الخلايل مهم سريريا لتحديد الماطق التي بها اغراض فيسيولوجية أكثر انتشارا.وتشير الخلايا الخبيثة إلى وجود أورام مرتبطة بسرطان المبيض والرئة و الثدي والكلى والدماغ وبطانة الرحم والقولون.يتم تنشيط البلاعم في الأمراض المزمنة مثل التهاب المفاصل الروماتويدي ومرض كرون والتهاب القولون التقرحي والصدفية وتصلب الشرايين والسكري ومعظم الأمراض الالتهابية الأخرى.
ومن منظور ميكانيكي، يعمل الجهاز الفيدرالي على تركيز الروابط الخارجية (على سبيل المثال الفولات والزواجات الدوائية من الفولات) في السيتوسول الخلوي بواسطة الغدد الصماء. يشير مصطلح تصلب الغشاء البلازمي إلى العملية التي يخترق الغشاء البلازمي في نهاية المطاف ويشكل مقصورة متميزة داخل الغشاء البلازمي. وسرعان ما تتحول الألياف الصماء إلى أحماض للسماح للفيروسات الصماء بإطلاق ربطها. بعد ذلك، يعود FR الفارغ إلى سطح الخلية حيث يمكن أن يشارك في جولة أخرى من الغدد الصماء بوساطة الرابط.
أدى اكتشاف استهداف الأدوية بوساطة الفيتامين في النباتات إلى فرضية أن العلاجات الموجهة بالفولاذ يمكن أن تكون ذات فائدة سريرية. بعد أن تم بنجاح نقل البروتينات المستبدة إلى القصدير الحيوي إلى الخلايا النباتية من خلال مستقبلات الغدد الصماء، تم محاولة تقنية مماثلة مع الفولات والخلايا الحيوانية. العلاج بالعقاقير الموجهة مفيد لأنه يودع الدواء في الموقع المحدد حيث يمكن أن يكون أكثر فائدة في علاج المرض. وبالمثل، فإن العلاج بالتصوير الموجه بالفولاذ يساعد في تصور المناطق التي يتم فيها التعبير عن الفولاذ بمستويات أعلى. ومع زيادة السيطرة على الأماكن التي يتم فيها توصيل العوامل الخارجية، تصبح العلاجات التشخيصية والعلاجية أكثر فعالية وتتسبب في آثار جانبية أقل.

## طرق توصيل الدواء
تم إظهار خصوصية اتحادات الفولات لـمستقبلاتها من خلال اختبارات المنافسة مع حمض الفوليك الحر. عندما يُضاف هذا الترابط، المعروف بربطه بالفولات، أكثر من اتحاد الفولات، فإنه يتفوق على الاتحاد، مما يشير إلى أن اتحاد الفولات يربط على وجه التحديد مستقبلات الفلوتات، وليس المستقبلات الأخرى، في عملية الالتقام بوساطة المستقبلات. تؤدي إضافة إنزيم يحرر مستقبلات حمض الفوليك من غشاء الخلية وإضافة الأجسام المضادة إلى مستقبلات الفلوتات أيضًا إلى عكس استيعاب تقارن الفولات، مما يوفر دليلًا إضافيًا على أن اقتران الفولات يربط الفلوتات بخصوصية
وفي حين أن بعض الأدوية وعوامل التدبير الإشعاعي يتم توصيلها إلى الخلايا في شكل فولاتي زوجية بنسبة فولاتي إلى فولاتي، فإن الليبوزومات الموجهة إلى الفولاتي تسمح بتوصيل كميات أكبر من عوامل العلاج الكيميائي. في هذه التقنية، يتم تغليف جسيمات الدواء في غشاء بلازمي مربوط بالغشاء. ويرتبط الفولات ببولي إيثيلين جليكول المرتبط برؤوس فوسفات الغشاء، وبالتالي يوجه الليبوزومات إلى خلايا الورم، التي يتم تجميعها بواسطتها.